# Ľuboš Micheľ

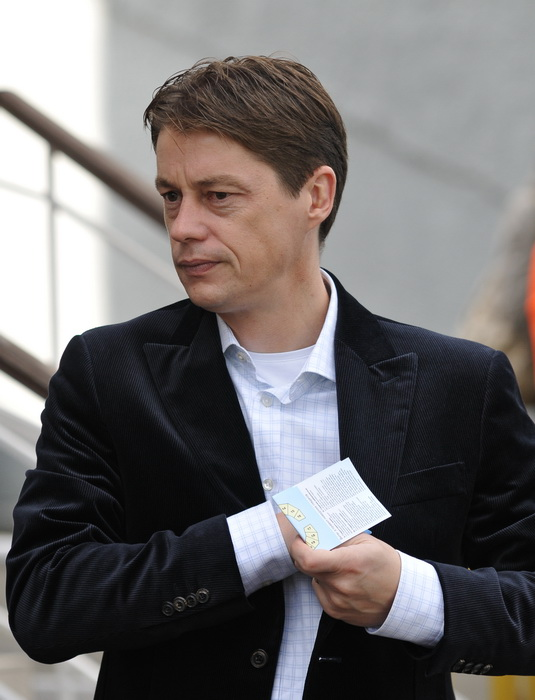
Ľuboš Micheľ (2009)

Ľuboš Micheľ (* 16. Mai 1968 in Stropkov, ČSSR) ist ein ehemaliger slowakischer Fußballschiedsrichter, Lehrer und Manager.
Micheľ war seit 1994 FIFA-Schiedsrichter und betreibt die Sportarten Radfahren, Laufen und Tennis. Er spricht – neben seiner Muttersprache Slowakisch – Englisch, Deutsch, Russisch und Polnisch. Seit Ende 2008 ist Michel im Ruhestand, da Kniebeschwerden weitere Einsätze nicht möglich machten.

## Einsatz bei wichtigen Spielen
Im November 1993 debütierte Micheľ auf dem internationalen Feld bei dem Qualifikationsspiel zur U21-WM San Marino – England. In der UEFA Champions League leitete Micheľ in der Saison 2001/2002 drei Spiele, 2002/2003 ebenfalls drei Spiele, 2003/2004 sechs Spiele und 2004/2005 fünf Spiele. In der Saison 2007/2008 leitete er das Champions-League-Endspiel. Im UEFA-Pokal leitete er in der Saison 2002/03 das Endspiel. Micheľ leitete vier Qualifikationsspiele zur Weltmeisterschaft in Deutschland und das Relegationsspiel Schweiz – Türkei (2:0) am 12. November 2005 in Bern.
Am 23. Oktober 2008 hat er seine Schiedsrichterkarriere aufgrund gesundheitlicher Probleme beendet.

## Einsatz bei Turnieren
Micheľ war Schiedsrichter bei der U-16 EM 1995, der U-17 WM in Ägypten 1997 und der U-21 EM 1998 in Rumänien, wo er das Finale leitete. 2002 war Micheľ bei der Weltmeisterschaft in Korea und Japan bei einem Spiel im Einsatz. Bei der Europameisterschaft 2004 in Portugal standen die beiden Vorrundenpartien Griechenland – Spanien und Schweiz – Frankreich unter seiner Leitung. Von der UEFA wurde er zudem mit dem Viertelfinale der Europameisterschaft zwischen Schweden und Niederlande (0:0 n. V., 4:5 nach Elfmeterschießen) am 26. Juni betraut. Micheľ leitete drei Spiele beim Konföderationen-Pokal 2005 in Deutschland. Bei der Fußball-Weltmeisterschaft 2006 leitete er die beiden Gruppenspiele Schweden – Paraguay und Portugal – Mexiko, das Achtelfinale Brasilien – Ghana sowie am 30. Juni 2006 das Viertelfinale Deutschland – Argentinien (0:0, 1:1, 1:1; 4:2 im Elfmeterschießen). Bei der EM 2008 in Österreich und der Schweiz leitete er die Vorrundenspiele Schweiz – Türkei und Frankreich – Italien. Außerdem leitete er das Viertelfinalspiel Niederlande – Russland, bei dem er eine bereits gezeigte gelb-rote Karte wegen Foulspiels nach Rücksprache mit seinem Assistenten wieder zurückzog. Er wurde unterstützt von seinen Assistenten Roman Slyško und Martin Balko.

## Weitere Aktivitäten
Ľuboš Micheľ gründete den Verein Talent, der junge slowakische Fußballer unterstützen soll, und war von 2006 bis 2010 Abgeordneter des slowakischen Parlaments (Nationalrat der Slowakischen Republik) für die SDKÚ-DS.
Ľuboš Micheľ arbeitete für den Verein Schachtar Donezk, und kümmerte sich dort für die Einhaltung von Vorschriften bei internationalen Wettbewerbe. Außerdem organisierte er Auswärtsspiele und Trainingslager. Seit 2015 fungiert er als Sportdirektor beim Klub PAOK FC aus Thessaloniki. Dort konnte er als einer der sportlichen Leiter zu den Pokalsiegen 2017 und 2018 beifügen.